# SG Jänschwalde
Der Verein Sportgemeinschaft Jänschwalde e. V., kurz SG Jänschwalde, ist ein Sportverein in der südost-brandenburgischen Gemeinde Jänschwalde. Sein Sportangebot umfasst Fußball, Tischtennis und Billard. 

## Strukturelle Entwicklung
Seinen Ursprung hat der Verein in einer am 1. November 1948 provisorisch gegründeten Sportgemeinschaft, so wie viele derartige SG nach Auflösung der alten Sportvereine nach dem Zweiten Weltkrieg entstanden. Von Anfang an wurden in der SG Fußball, Tischtennis und Billard betrieben. In dem knapp 2000 Einwohner großen Ort fand sich nach dem um 1949 eingeführten Systems der Betriebssportgemeinschaften für die Jänschwalder Sportgemeinschaft kein Trägerbetrieb, sodass die Sportgemeinschaft, untypisch im DDR-Sport, ihren ursprünglichen Status behielt. Erst im Juni 1960 stellte die Gemeinde nach dreijähriger Bauzeit einen den Ansprüchen der Sportgemeinschaft genügenden Sportplatz zur Verfügung, zehn Jahre später wurde ein komplexes Sportlerheim fertiggestellt. In der DDR-Zeit war die SG Jänschwalde eine der leistungsstärksten Landesportgemeinschaften im Kreis Guben. Nach der deutschen Wiedervereinigung gab sich die Sportgemeinschaft als bürgerlicher Verein eine neue Struktur. Über 34 Jahre, von 1960 bis 1994, lag die Verantwortung für die Sportgemeinschaft in den Händen ihres Vorsitzenden Günter Strafe. 

## Entwicklung des Fußballsports
Die 1. Männermannschaft der SG Jänschwalde nahm 1949 den Spielbetrieb in der 3. Kreisklasse Cottbus-Land auf. Bis 1963 schaffte die Mannschaft den Aufstieg in die damals viertklassige Bezirksklasse Cottbus. Danach pendelten die Jänschwalder ständig zwischen Bezirks- und Kreisklasse. Ihren größten Erfolg hatte die SG Jänschwalde 1973 mit dem Gewinn des Bezirks-Fußballpokals. Sie qualifizierte sich damit für die Teilnahme am DDR-weiten FDGB-Pokalwettbewerb 1973/74. Dort traf sie als fünftklassiger Kreisligist auf die Zweitligamannschaft Aktivist Schwarze Pumpe und unterlag erst nach hartem Kampf knapp mit 3:4. 
Von 1992 an spielte die SG Jänschwalde zunächst in der Kreisliga, später in der 1. Kreisklasse des brandenburgischen Fußballkreises Niederlausitz (seit 2008 10. Liga). Neben zwei Männermannschaft bestehen noch eine B-Jugend- und eine Altherrenmannschaft. Der Fußballbetrieb wird wie von Anfang an durch ehrenamtliche Helfer aufrechterhalten. 

## Sportanlage
Der im kommunalen Eigentum stehende Sportplatz Jänschwalde befindet sich an der südlichen Grenze des Gemeindebereiches. Er besteht aus einem einfachen Rasenplatz und hat Platz für 1000 Zuschauer, 100 Sitzplätze sind vorhanden. Während des Pokalspiels gegen Aktivist Schwarze Pumpe 1973 wurde mit 1000 Zuschauern der aktuelle Zuschauerrekord aufgestellt (Stand 2008). 